# Gesetz der Ungleichmäßigkeit der ökonomischen und politischen Entwicklung der kapitalistischen Länder
Das Gesetz der Ungleichmäßigkeit der ökonomischen und politischen Entwicklung der kapitalistischen Länder ist ein zentrales Theorem des Marxismus-Leninismus und der marxistisch-leninistischen Imperialismustheorie. Lenin formuliert dieses Gesetz erstmals 1915 in seinem Aufsatz „Über die Losung der Vereinigten Staaten von Europa“.

## Inhalt
Die sowjetische Philosophie unterschied zwischen Entwicklungsgesetzen, Funktionsgesetzen und Strukturgesetzen. Beim Gesetz der Ungleichmäßigkeit der ökonomischen und politischen Entwicklung des Kapitalismus handelt es sich um ein Entwicklungsgesetz. Das Gesetz besagt, dass in der Periode des Imperialismus die einen kapitalistischen Länder die anderen sprunghaft überholen und dadurch in Widerspruch zu den bestehenden Besitzverhältnissen in der Welt geraten. Dies macht einen Kampf um die Neuaufteilung unvermeidlich, und die Sprunghaftigkeit bildet die unmittelbare Ursache für die imperialistischen Kriege. Dadurch werden die inneren Widersprüche des Kapitalismus verschärft, was zur Möglichkeit und Notwendigkeit des Sieges des Sozialismus in einem Land führt.

## Begründung
Die ungleichmäßige Entwicklung ist ein Wesensmerkmal des Kapitalismus. Mit der zunehmenden Konzentration der Produktion in wenigen Großbetrieben nimmt die ungleichmäßige Entwicklung jedoch sprunghaften Charakter an. Die Länder, die später den Weg der kapitalistischen Entwicklung beschritten haben, nutzen die Ergebnisse des technischen Fortschritts aus und können mittels modernerer Produktionsanlagen ihre Konkurrenten mit hoher Schnelligkeit überflügeln, während den Konkurrenten ihre veralteten Produktionsanlagen wie Blei an den Füßen hängen.
Verschärft wird diese Tendenz nach dieser Theorie durch den Kapitalexport und den parasitären Charakter der Monopole.

## Anwendung
Eine bedeutende Rolle spielt das Gesetz nach leninistischer Auffassung bei der Erklärung des besonders aggressiven Charakters des deutschen, japanischen, italienischen Imperialismus. Durch die verspätete Entwicklung des Kapitalismus kamen diese Länder einerseits bei der Aufteilung der Welt zu spät, konnten aber andererseits modernere Produktionsanlagen errichten. Die Produktionsanlagen erforderten aber Rohstoffquellen, Absatzmärkte und Kapitalanlagesphären im riesigen Ausmaß. Dadurch entstand ein gewaltiger Widerspruch zwischen den Produktivkräften und den Produktionsverhältnissen, den sie nur durch den Kampf um eine Neuverteilung der Welt, also im Kampf um die Weltherrschaft lösen konnte.
Die Länder mit dem größten Wachstumstempo waren in dieser Reihenfolge:
1. Japan
2. Italien
3. Deutschland
4. USA
5. England
6. Frankreich

Josef Stalin erklärte am 9. Februar 1946 in einer Rede in Moskau:

„Die Marxisten haben wiederholt erklärt, dass das kapitalistische Weltwirtschaftssystem die Elemente einer allgemeinen Krise und kriegerischer Zusammenstöße in sich birgt, dass infolgedessen die Entwicklung des Weltkapitalismus in unserer Zeit nicht in Form einer reibungslosen und gleichmäßigen Vorwärtsbewegung vor sich geht, sondern Krisen und Kriegskatastrophen durchmacht. Die Sache ist nämlich die, dass die ungleichmäßige Entwicklung der kapitalistischen Länder im Laufe der Zeit gewöhnlich zu einer jähen Störung des Gleichgewichts innerhalb des Weltsystems des Kapitalismus führt, wobei die Gruppe kapitalistischer Länder, die sich mit Rohstoffen und Absatzmärkten für weniger gut versorgt hält, gewöhnlich Versuche unternimmt, die Lage zu ändern und die ‚Einflusssphären’ zu ihren Gunsten neu aufzuteilen – und zwar durch Anwendung von Waffengewalt.“

Mit dem Gesetz wurde auch die Möglichkeit der Doktrin vom Sozialismus in einem Land begründet. Die Verschärfung der Widersprüche zwischen den kapitalistischen Ländern infolge der ungleichmäßigen Entwicklung schwäche die Weltfront des Imperialismus, daher könne die Kette der imperialistischen Front an ihrem schwächsten Glied durchbrochen werden, und der Sozialismus könne in wenigen Ländern oder sogar in einem Land siegen.